# Изазови ме
Изазови ме (eng. Dare me) је америчка драмска телевизијска серија заснована на истоименом роману. Мистериозни роман који је написала Меган Абот, фокусира се на америчко навијање. Књига истражује теме пријатељства, опсесије и моћи. Серија је снимљена крајем јануара 2019. године, а премијерно је приказана 29. децембра 2019. године.
Специфична атмосфера кримића чије су протагонисткиње готово искључиво жене и разрађена слика депресивних свакодневница у америчкој унутрашњости у којима је једина перспектива бављење спортом и околним делатностима, јер је све остало замрло од када се индустрија одселила.

## Радња серије
Изазови ме прати животе такмичарских навијачица средње школе у „малом средњозападном граду“.Фокус је на животима две најбоље пријатељице, чирлидерсице Ади Ханлон и Беф Кесиди; Беф је манипулативна и често сурова и она је одувек била вођа, а Ади је њен верни пратилац. Једна од њих бива угрожена доласком новог женског тренера Колет Френч. Док се Беф не слаже са новом сарадницом, Ади је опчињена њоме и динамика између две пријатељице почиње да се мења.Ади обожава новог тренера и увек је вољна да испуни све њене прохтеве, што заузврат подстиче Бефину љубомору.
Девојке су изложене великим физичким и психолошким напорима док се такмиче за најбољу позицију у тиму.Међитим једна тамна ноћ ће Ади увући у ноћну мору где одмах на почетку сазнајемо да се нешто грозно десило, када се у једном кадру види Адина рука и крвави телефон.

## Главни глумци и њихови ликови
- Вила Фицџералд као тренер Колет Френч, нови тренер навијача средње школе Сутон Грув.
- Херизен Гвардиола као Ади Ханлон, навијачица у средњој школи Сутон Грув.
- Марло Кели као Беф Кесиди, Адина најбоља другарица и капитен навијачке екипе средње школе Сутон Грув.
- Роб Хепс, као Мат Френч, Колетин супруг и менаџер пројекта у компанији Игл Инвестментс који ради на новом стадиону средње школе Сутон Грув.
- Зек Рориг, као наредник Вил Мозли, локални регрут за америчку морнарицу.
- Пол Фицџералд као Берт Кесиди, Бефин отуђени отац и председник компаније за продају некретнина по имену Игл Инвестментс.

- Алисон Форнтон као Тејси Кесиди,Бефина полусестра и првакиња у средњој школи Сутон Грув.[2]

## Номинације
Дело "Изазови ме" Меган Абот је номиновано за Антони награду 2013. године за најбољи роман.

## Развој и продукција
Дана 28. јануара 2019. продукција је добила серијску поруџбину. Очекује се да ће писац романа Меган Абот бити извршни продуцент заједно са Ђином Фаторе, Питером Бергом, Мајклом Ломбардом, Саром Кондон и Карен Розенфелт. Продукцијске компаније које су укључене у серију требало би да укључе Јуниврсал Кејбл Продакшнс и Филм 44.
Дана 8. новембра 2019. године најављено је да ће серија бити премијерно приказана 29. децембра 2019. године.
Крајем јануара 2019. године, серију су наручили САД Нетворк и Нетфликс.

## Критике
На Ротен Томејтоуз, серија има оцену одобравања од 83% са просечном оценом 7,32 / 10, засновану на 24 критике критичара.На Метакритик-у има просечну оцену 73 од 100,која је заснована на 12 критика, што указује на „повољне критике“. 